# 1822
1822. је била проста година.

## Догађаји

### Мај
- 24. мај — Трупе под командом Антонија Хосеа де Сукреа потукле Шпанце у бици код Пичинче.

### Јул
- 12. јул — Грчка војска код Термопила победила турску војску у рату за независност Грчке.

### Септембар
- 7. септембар — Гувернер Бразила, принц Педро, прогласио је независност од Португалије и прогласио се за цара.

### Октобар
- 20. октобар — Конгрес у Верони

## Рођења

### Јануар
- 2. јануар — Рудолф Клаузијус, немачки физичар († 1888)
- 6. јануар — Хајнрих Шлиман, немачки археолог († 1890)

### Април
- 27. април — Јулисиз Симпсон Грант, амерички генерал и 18. председник САД

### Јул
- 20. јул — Грегор Мендел, чешки генетичар († 1884)

### Август
- 10. август — Герман Анђелић, српски патријарх. († 1888)

### Октобар
- 4. октобар — Радерфорд Б. Хејз, 19. председник САД

### Децембар
- 8. децембар — Јаков Игњатовић, српски књижевник. († 1889)
- 10. децембар — Цезар Франк, белгијски композитор (†1890)
- 27. децембар — Луј Пастер, француски микробиолог и хемичар. (†1895)

## Смрти

### Јун
- 3. јун — Рене Жист Аиј, француски минералог (* 1743)

### Август
- 25. август — Вилхелм Хершел, немачко-британски астроном и композитор. (* 1738)

### Септембар
- 11. септембар — Алојзи Фортунат Жулковски, пољски глумац. (* 1777)